# Symphonie no 3 de Sessions
Pour les articles homonymes, voir Symphonie no 3.
La Symphonie no 3 de Roger Sessions a été écrite en 1957. Elle a été commandée par la  Fondation Koussevitzky pour célébrer le 75e anniversaire de l'Orchestre symphonique de Boston. Elle a été créée par Charles Munch et l'Orchestre symphonique de Boston le 6 décembre 1957. Plus tard l'Orchestre symphonique de Boston pour son centenaire a commandé à Sessions son Concerto pour Orchestre (créé en 1981).

## Structure
La symphonie comporte quatre mouvements :
1. Allegro grazioso e con fuoco[2]
2. Allegro, un poco ruvido
3. Andante sostenuto e con affetto
4. Allegro con fuoco

Durée : environ 30 minutes

## Orchestration
| Instrumentation de la Symphonie n° 3                                          |
| Bois                                                                          |
| 3 flûtes, 3 hautbois, 4 clarinettes, 3 bassons                                |
| Cuivres                                                                       |
| 4 cors, 2 trompettes, 3 trombones, 1 tuba                                     |
| Percussions                                                                   |
| timbales, célesta                                                             |
| Cordes                                                                        |
| premiers violons, seconds violons, altos, violoncelles, contrebasses, 1 harpe |

## Enregistrements
- Igor Buketoff, Orchestre philharmonique royal (1968?, RCA) (CRI CD)